# Les Briley
Les Briley, all'anagrafe Leslie Briley (Lambeth, 2 ottobre 1956) è un ex calciatore inglese, di ruolo centrocampista.

## Carriera
Dopo aver giocato nelle giovanili del Chelsea dal 1974 al 1976 è aggregato alla prima squadra del club londinese, impegnata nella prima divisione inglese, ma di fatto non viene mai schierato in campo in incontri di campionato: il suo esordio vero e proprio tra i professionisti avviene quindi nella stagione 1976-1977 con l'Hereford Utd, con cui tra il 1976 ed il 1978 segna 2 reti in 61 partite di campionato, subendo due retrocessioni consecutive dalla seconda alla quarta divisione. Nella stagione 1977-1978 (quella in cui il club bianconero retrocede dalla terza alla quarta divisione) Briley viene ceduto a stagione in corso ai londinesi del Wimbledon FC, in quarta divisione: rimane poi ai Dons fino al termine della stagione 1979-1980, segnando in totale 2 gol in 61 partite di campionato nell'arco di due stagioni e mezza, l'ultima delle quali trascorsa in terza divisione (e conclusa con un ultimo posto in classifica). Dal 1980 al 1984 gioca quindi all'Aldershot, con cui per quattro stagioni consecutive è stabilmente titolare nel campionato di quarta divisione, nel quale mette a segno in totale 11 reti in 157 presenze.
Nell'estate del 1984 viene acquistato dal Millwall, altro club londinese, con cui nella stagione 1984-1985 gioca in terza divisione, conquistando una promozione in seconda divisione, categoria con cui gioca da titolare con i Lions dal 1985 al 1988, anno in cui vincendo il campionato il club conquista la prima promozione in prima divisione della sua storia: Briley, quindi, nella stagione 1988-1989 all'età di 32 anni esordisce in prima divisione, categoria nella quale dopo aver segnato 2 reti in 31 presenze gioca poi anche nel corso della stagione 1989-1990 (in cui colleziona 2 reti in 26 presenze, per un totale in carriera di 57 presenze e 4 reti in prima divisione), che il Millwall conclude con una retrocessione in seconda divisione, categoria nella quale quindi Briley torna a giocare per la stagione 1990-1991, terminata la quale lascia dopo sette stagioni (caratterizzate da complessive 227 presenze e 13 retiin partite di campionato) il Millwall, club nella cui Hall of Fame viene anche inserito dopo il ritiro. Trascorre quindi la stagione 1991-1992 al Brighton, con cui gioca 15 partite in seconda divisione. Si ritira infine nel 1994, all'età di 38 anni, dopo aver giocato per un biennio con i semiprofessionisti dello Slough Town.
In carriera ha totalizzato complessivamente 521 partite e 20 reti nei campionati della Football League, nell'arco di complessive 18 stagioni (solo 16 delle quali con almeno una presenza effettiva in campo).

## Palmarès

### Club

#### Competizioni nazionali
- Campionato inglese di seconda divisione: 1

Millwall: 1987-1988